# Baai van Famagusta

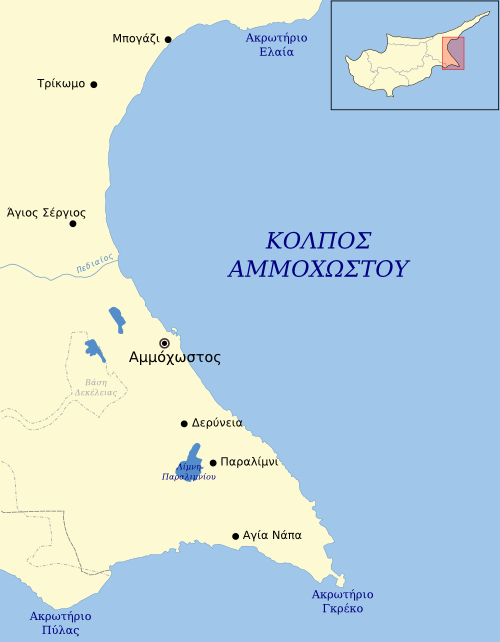
Ligging van de Baai van Famagusta

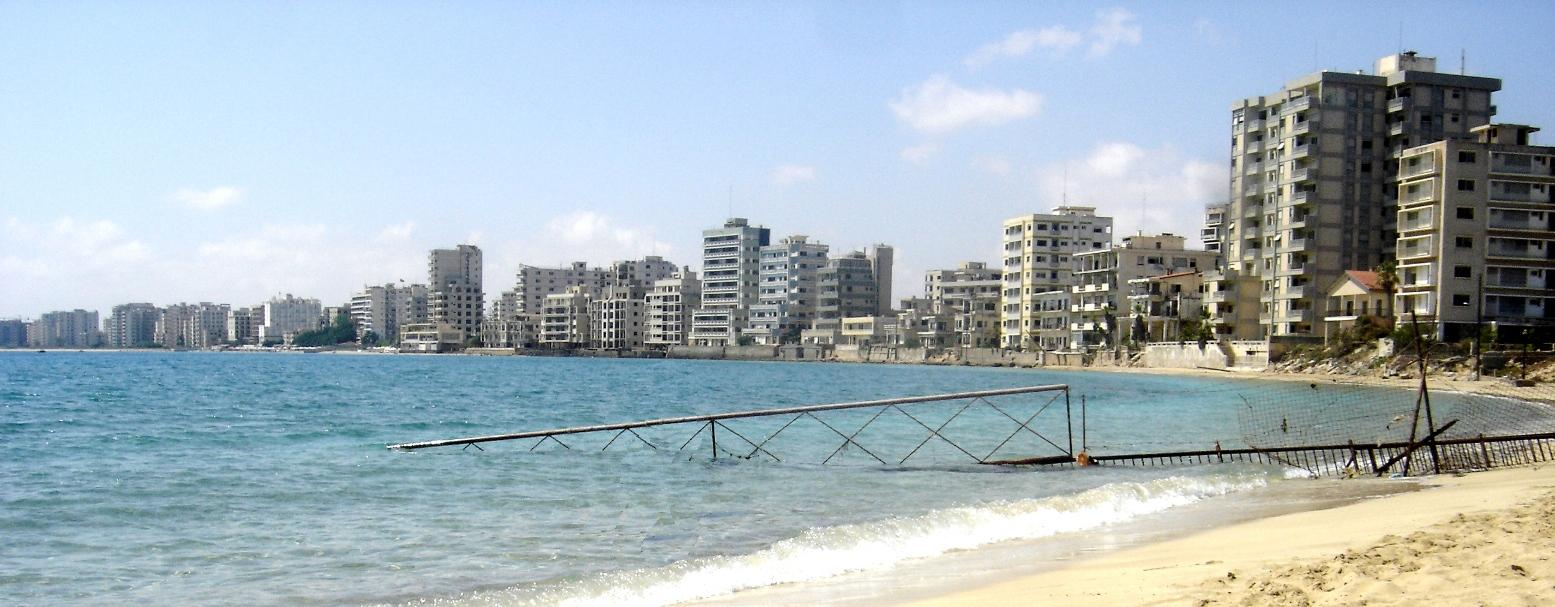
Zicht op Varosha, aan de Baai van Famagusta

De Baai van Famagusta (Grieks: Κόλπος της Αμμόχωστου/Kólpos Ammochostoú; Turks: Mağusa Körfezi) ligt in het zuidoosten van Cyprus en dankt zijn naam aan de stad Famagusta. De Baai van Famagusta is de grootste baai van het eiland. De zuidgrens van de baai wordt gevormd door Kaap Greco en de noordgrens door Kaap Elaia. De grootste rivier van Cyprus, de Pedieos, mondt uit in de Baai van Famagusta.
Sinds de klassieke oudheid  is de Baai van Famagusta de toegangspoort van Cyprus richting het oosten. Rond de monding van de Pedieos lagen de steden Enkomi en Salamis. Op diezelfde plek ligt de hedendaagse stad Famagusta, die tot de Turkse invasie in 1974 de grootste haven van Cyprus herbergde.